# FK Renova Džepčište
Fudbalski Klub Renova Džepčište, makedonsky ФК Ренова Џепчиште, je severomakedonský fotbalový klub z města Džepčište. Založen byl roku 2003. Jednou se vyhrál severomakedonskou ligu (2009/10) a jednou severomakedonský fotbalový pohár (2011/12).

## Výsledky v evropských pohárech
| Sezóna  | Soutěž | Kolo        |               | Soupeř          | Skóre    |
| ------- | ------ | ----------- | ------------- | --------------- | -------- |
| 2009/10 | EL     | 1. předkolo | Bělorusko     | FK Dinamo Minsk | 1–2, 1–1 |
| 2010/11 | LM     | 2. předkolo | Kypr          | AC Omonia       | 0–3, 0–2 |
| 2011/12 | EL     | 1. předkolo | Severní Irsko | Glentoran FC    | 2–1, 1–2 |